# Platform as a service
Platform as a service (PaaS) är en typ av molntjänst som tillhandahåller en datorplattform och en uppsättning programvarusystem som en service. Tillsammans med Software as a service (SaaS) och traditionell molntjänst (IaaS), är det en servicemodell inom området molntjänster. I denna modell, skapar användaren programvara med hjälp av verktyg och bibliotek från leverantören. Användaren styr också driftsättning och konfigurering. Leverantören tillhandahåller nätverk, servrar, lagring med flera tjänster.